# Faces cachées
Pour l’article ayant un titre homophone, voir Face cachée.
Pour plus de détails, voir Fiche technique et Distribution.
Faces cachées est un thriller britannico-irlandais de Joe Lawlor et Christine Molloy sortie en 2019.

## Synopsis
Julie est une enfant abandonnée à la naissance, devenue Rose à l'adoption. En quête de ses origines, elle décide de prendre contact avec Ellen, une actrice à succès. Leur rencontre n'est pas évidente. Ellen se montre distante et refuse d'entretenir une relation avec sa fille. Désirant ardemment avoir des réponses, Rose se montre coriace et finit par avoir de sa mère la vérité à propos de son père, cachée depuis 20 ans. De là, Rose cherche à retrouver son père, et à s'expliquer.

## Fiche technique
Sauf indication contraire, les informations mentionnées dans cette section peuvent être confirmées par les bases de données cinématographiques IMDb et Allociné,  présentes dans la section « Liens externes ».
- Titre original : Rose Plays Julie
- Réalisation : Joe Lawlor et Christine Molloy
- Scénario : Joe Lawlor et Christine Molloy
- Musique : Stephen McKeon
- Décors : Emma Lowney
- Costumes : Joan O'Cleary
- Photographie : Tom Comerford
- Montage : Christine Molloy
- Son : Barnaby Templer
- Production : David Collins et Joe Lawlor
  - Producteur délégué : Cathleen Dore
  - Producteur exécutif : Celine Haddad
  - Coproducteur : Eoin O'Faolain
- Sociétés de production : Samson Films et Desperate Optimists
- Sociétés de distribution : Destiny Films| Médias externes |                                                                                |
| Images          |                                                                                |
|                 | Affiche du film, France sur le site Allociné                                   |
| Vidéos          |                                                                                |
|                 | Bande-annonce définitive, vostfr sur le compte youtube de Destiny Distribution |
- Pays de production :  Irlande et  Royaume-Uni
- Langue originale : anglais
- Format : couleur — 2,35:1
- Genre : Thriller
- Durée : 100 minutes
- Dates de sortie :
  - Royaume-Uni
    - 3 octobre 2019 (Londres)
    - 17 septembre 2021 (en salles)

  - Irlande :
    - 29 février 2020 (Dublin)
    - 17 septembre 2021 (en salles)

  - Canada : 19 mars 2021
  - France :
    - 25 novembre 2022 (Paris)
    - 24 mai 2023 (en salles)

## Distribution
Sauf indication contraire ou complémentaire, les informations mentionnées dans cette section proviennent du générique de fin de l'œuvre audiovisuelle présentée ici.
- Ann Skelly : Rose
- Orla Brady : Ellen
- Aidan Gillen : Peter
- Annabell Rickerby : Molly
- Catherine Walker : Teresa
- Joanne Crawford : Valerie
- Alan Howley : Dr Langan
- Sadie Soverall : Eva

## Accueil

### Accueil critique
En France, le site Allociné donne la note de 2,4⁄5, après avoir recensé et interprété 12 critiques de presse.
« Belles images de l’Irlande, cheminement lent de la quête, musique omniprésente », pour François Forestier (L'Obs), « ce polar existentiel aborde avec élégance (et une certaine solennité) un thème d’actualité, la violence sexuelle. C’est percutant, puissant et visuellement sublime. ».
Pour Xavier Bonnet (Rolling Stone) À l'heure « où les débats et des décisions iniques sur la question de l’avortement rythment à nouveau le quotidien de certains coins et certaines têtes d’Amérique, ce Faces cachées vient agir dessus comme une cinglante caisse de résonance » ; « Faces cachées prend aux tripes, au ventre, ce dernier fut-il jamais aussi meurtri que ceux qu’il met en lumière ici. ».
C'est une critique en demi-teinte pour Constance Jamet (Le Figaro). Pour elle, en « misant sur les plans fixes, les silences pesants et les clairs-obscurs, ce film sait construire une atmosphère poisseuse et malaisante. ». Toutefois, ces aspects positifs du film sont contrebalancés par un « scénario fort prévisible et par un [...] Aidan Gilles de Game of Thrones, bien trop veule ».
Pour Marie Sauvion (Télérama), le film n'est pas une très grande réussite, partant d'une idée « d'une originalité toute relative ». Elle parle d'une « inquiétante détermination de Rose [qui] nimbe cette histoire d’une tension sourde [faisant] presque oublier la prévisible facilité de son dénouement. ».
« Construit comme une tragédie, Faces cachées pâtit d’un scénario trop attendu et d’une mise en scène souvent affectée. », selon Jérémy Gallet (aVoir-aLire). Lui aussi pointe une idée peu originale pour un long-métrage qui « abuse volontiers des ralentis qui esthétisent le malheur, le métaphorisent même à certains moments, là où l’on aurait aimé davantage de sécheresse et une forme d’opacité, à distance des émotions ressenties dans des situations trop convenues ». Il estime cependant que les deux actrices principales ont donné une bonne prestation, bien que leurs personnages soient « trop sommairement construits ».
Pour Stéphanie Belpêche (Le Journal du dimanche), le « récit déroute par ses ellipses puis devient extrêmement démonstratif à mesure qu’une mécanique impitoyable se met en place dans une atmosphère poisseuse de façon à dénoncer les violences faites aux femmes. Sauf que le résultat s’avère artificiel et douteux. ».

### Box-office
| Pays ou région | Box-office    | Date d'arrêt du box-office | Nombre de semaines |
| -------------- | ------------- | -------------------------- | ------------------ |
| France         | 3 406 entrées | en cours                   | en cours           |

Pour son premier jour d'exploitation en France, Face cachées a réalisé 908 entrées, dont 574 en avant-premières, pour un total de 91 séances proposées. En comptant pour ce premier jour les avant-premières, le film se positionne en sixième place du box-office des nouveautés pour sa journée de démarrage, derrière La Maleta (2 797) et devant L'Odeur du vent (326). Au bout d'une semaine, le long-métrage réalise 3 406 entrées.